# NGC 2493
NGC 2493 è una galassia lenticolare situata nella costellazione della Lince, a una distanza di circa 195 milioni di anni luce dalla nostra Via Lattea.

## Scoperta
La galassia è stata scoperta il 31 dicembre 1788 dall'astronomo britannico di origine tedesca William Herschel.

## Gruppo di NGC 2415
NGC 2493 fa parte di un gruppo di galassie che comprende almeno 9 membri, il Gruppo di NGC 2415. Oltre NGC 2493 e NGC 2415, le altre galassie del gruppo sono NGC 2444, NGC 2445, NGC 2476, NGC 2524, NGC 2528, UGC 3937 e UGC 3944.